# Smothered, Covered & Chunked
Smothered, Covered & Chunked è un cover album del gruppo Insane Clown Posse.

## Tracce
1. Prelude (feat. Psychopathic Family) (N.W.A.)
2. Jump Around (House of Pain)
3. Shout (feat. Blaze Ya Dead Homie) (Tears for Fears)
4. Ain't No Future in Your Frontin (MC Breed & DFC)
5. Hold Still (feat. Downtown Brown) (Yo Gabba Gabba!)
6. Bitch Betta Have My Money (feat. Fred Durst) (AMG)
7. Night of the Living Bassheads (Public Enemy)
8. Beautiful (Indestructible) (Christina Aguilera)
9. Mind Playin' Tricks on Me (feat. ABK & Lil Wyte) (Geto Boys)
10. State of Shock (The Jacksons & Mick Jagger)
11. Love for Dem Gangsters (feat. Cold 187um) (Eazy-E)
12. Guess My Religion (Willie D)
13. Untitled (Outtakes) (Insane Clown Posse, Psychopatic Family, Downtown Brown)